# Émile-Marie Bunoz
Émile-Marie Bunoz OMI (* 24. Februar 1864 in Sales, Frankreich; † 3. Juni 1945) war ein französischer Ordensgeistlicher und römisch-katholischer Apostolischer Vikar von Prince George.

## Leben
Émile-Marie Bunoz trat der Ordensgemeinschaft der Oblaten der Unbefleckten Jungfrau Maria bei und empfing am 28. März 1891 das Sakrament der Priesterweihe. 
Papst Pius X. berief ihn am 8. März 1908 zum Apostolischen Präfekten von Yukon-Prince Rupert. Am 13. Juni 1917 ernannte ihn Papst Benedikt XV. zum Titularbischof von Tentyris und zum Apostolischen Vikar von Yukon-Prince Rupert. Der Erzbischof von Vancouver, Timothy Casey, spendete ihm am 18. Oktober desselben Jahres die Bischofsweihe; Mitkonsekratoren waren der Apostolische Vikar von Mackenzie, Gabriel Breynat OMI, und der Erzbischof von Edmonton, Emile Joseph Legal OMI.
Am 14. Januar 1944 ernannte ihn Papst Pius XII. zum ersten Apostolischen Vikar von Prince George.